# Pop tradicional
El pop tradicional (en inglés: «traditional pop»), también llamado pop clásico, o pop pre-rock and roll, es el nombre con el que se le conoce al tipo de música popular occidental que antecedió el surgimiento y dominio del rock and roll a mediados de los años 1950. El repertorio de este estilo musical proviene del llamado Great American Songbook (traducido como "Gran Cancionero Americano), un compendio de canciones de compositores provenientes de Nueva York y el Teatro de Broadway. Las canciones pertenecientes a este género suelen ser llamadas Pop Standards o American Standards, eran interpretadas por las Big bands heredadas de la era del Jazz y el Swing. Este estilo fue la cuna de grandes estrellas como Frank Sinatra, Dean Martin, y Nat King Cole, quienes fueron llamados por el público como crooners por su forma simple y suave de interpretar los temas musicales dentro del género.
Para Allmusic, el pop tradicional es «música post-swing y pre-rock and roll».

## Orígenes
Luego de la era del Jazz y el Swing, un grupo de compositores neoyorkinos, de entre los que destacan Irving Berlin, Cole Porter, Frederick Loewe, Hoagy Carmichael, entre muchos otros, conformaron lo que posteriormente se le conocería como Tin Pan Alley, un grupo de editores, compositores y arreglistas que heredaron la influencia de la música afroamericana que había sido acogida durante los años posteriores a la Primera Guerra Mundial.
Previo a los años 40, la música en Estados Unidos había estado dominada principalmente por las orquestas de jazz (Big band), y debido a las precarias técnicas de grabación de aquel entonces los vocalistas quedaban relegados a un segundo plano; no obstante, un cambio en el micrófono permitió que para inicios de los años 40's las voces de los solistas y coristas de las grandes orquestas comenzaran a sobresalir por encima de los vientos y los instrumentos musicales.

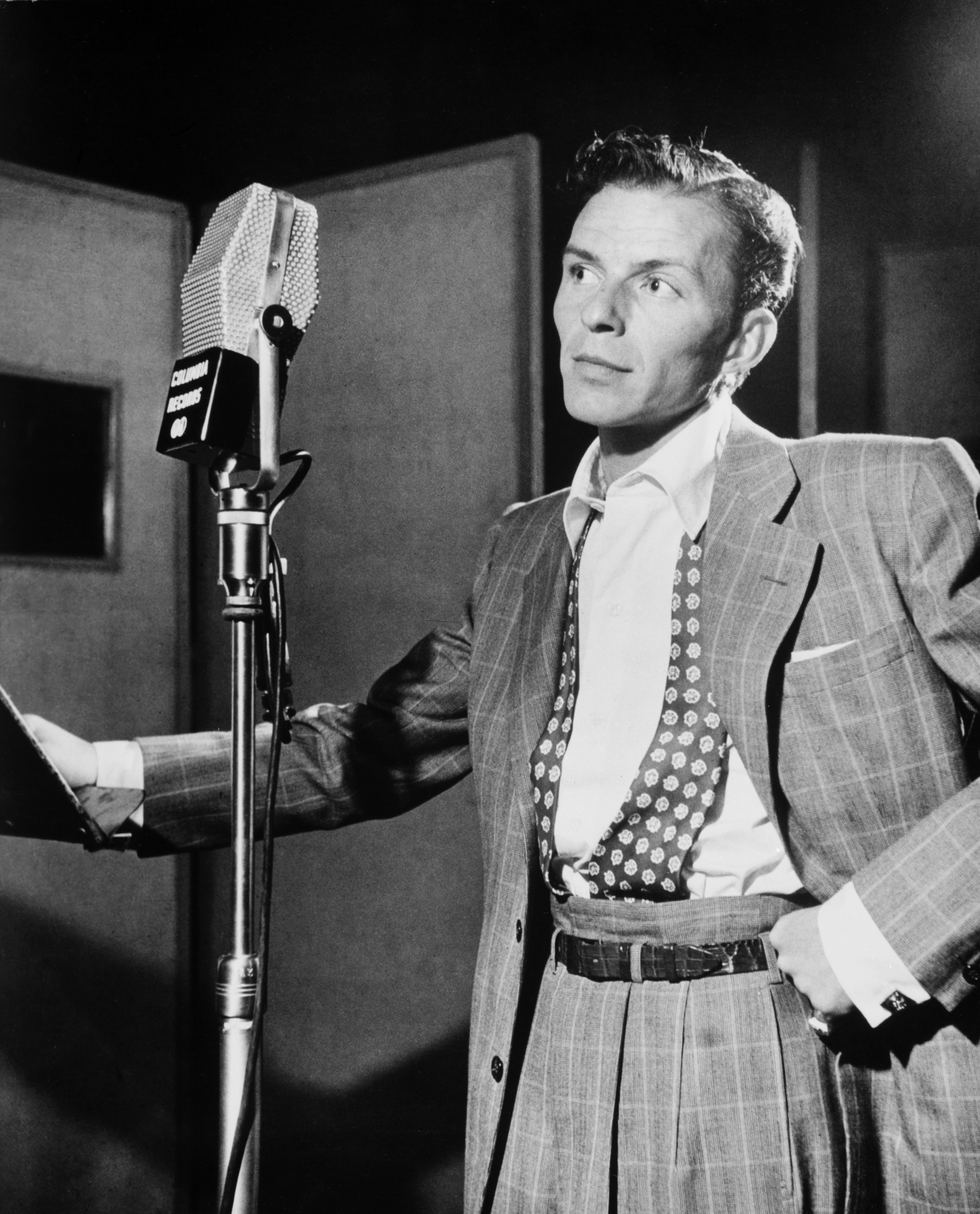
Frank Sinatra encontró en la etapa del pop tradicional, el comienzo de lo que sería su fructífera carrera, llegando a destacar por su forma de cantar.

Los vocalistas que comenzaron a aprovechar estas nuevas técnicas comenzaron a destacar por su método particular de entonar las canciones populares estadounidenses comenzaron a ser llamados Crooners (del inglés "to croon" que refiere a una forma suave y melódica de cantar). Voces como Bing Crosby, Nat King Cole, Ella Fitzgerald, Billie Holiday, entre otros, comenzaron a ser acogidos por el público del momento, convirtiéndose en verdaderos fenómenos mediáticos, siendo el más destacado de ellos Frank Sinatra, a quien gracias a aprovechar esta nueva oportunidad, así como su timbre vocal y su habilidad para sobresalir sobre los instrumentos de las orquestas que lo acompañaron en su momento, recibiría el sobrenombre de "The Voice" ("La Voz").

## Características Musicales.
El Pop Tradicional, a diferencia de otras etapas musicales, no puede ser considerado un género por sí solo, dado que heredó las influencias del Jazz, el Blues, el Folk Americano y el Swing; sus compositores provenían de los suburbios de Nueva York, por lo cual la variedad musical que presentó fue demasiado grande como para encasillarlo en un solo género musical.
Por lo general, sus canciones eran interpretadas por un Crooner que a su vez era acompañado por una Big Band, además de una sección de cuerdas, un detalle añadido en su momento y que le dio un toque original que combinaba elementos de la música clásica con el Jazz.

## Decadencia
A principios de 1950, la combinación del Blues con géneros de raíces afroamericanas como el Góspel, el Country, el Jazz y el Rhythm and blues dieron origen a un nuevo género musical denominado Rock and roll. La acogida que recibió, sobre todo entre el público juvenil tanto afroamericano como blanco terminó por desplazar al Jazz Vocal, al Swing, a la música de Big Band y al Pop Tradicional como los géneros más populares hasta ese momento.
Artistas como Elvis Presley, Chuck Berry, Little Richard, o Buddy Holly desplazaron a la generación de Crooners encabezados por Crosby y Sinatra. Aunque algunos cantantes de esa época como Nat King Cole intentaron llamar la atención del público joven entre la población joven para hacer frente al creciente género musical que posteriormente sería conocido como Rock, para 1957 tanto como la generación de solistas y cantantes que habían dominado la escena musical estadounidense de los últimos años, así como los compositores que habían dado forma al Great American Songbook se dieron cuenta de que los nuevos vocalistas y pioneros de la nueva música Pop, el Rock y el naciente Soul habían terminado por conquistar al público joven.
A pesar de esto, varios de estos cantantes, sobre todo Sinatra y Dean Martin continuaron con prolíficas carreras y acumulando éxitos en los años posteriores. Durante los años 60's se vivió un renacimiento en la música Swing que le permitió a varios de estos artistas retomar lugares en las listas de popularidad, aunque tal vez no con el alcance obtenido en años anteriores.
La confrontación entre la generación Baby boomer y sus padres respecto a sus preferencias musicales (siendo los primeros más inclinados al Rock y sus derivados, y los segundos al Jazz Vocal, el Swing y el Pop Clásico) terminó provocando un cisma en la Radio de Estados Unidos. Para finales de la década de 1960, la música juvenil (el Rock, el R&B y el Soul) se había distanciado de la música "para adultos" (Jazz, Pop Clásico, etc).